# 克里斯蒂娜·库克 (马术运动员)
克里斯蒂娜·库克（英語：Kristina Cook，1970年8月31日—），英国女子马术运动员。她曾代表英国参加2008年和2012年夏季奥林匹克运动会马术比赛，获得一枚银牌和二枚铜牌。